# Clavier gomme

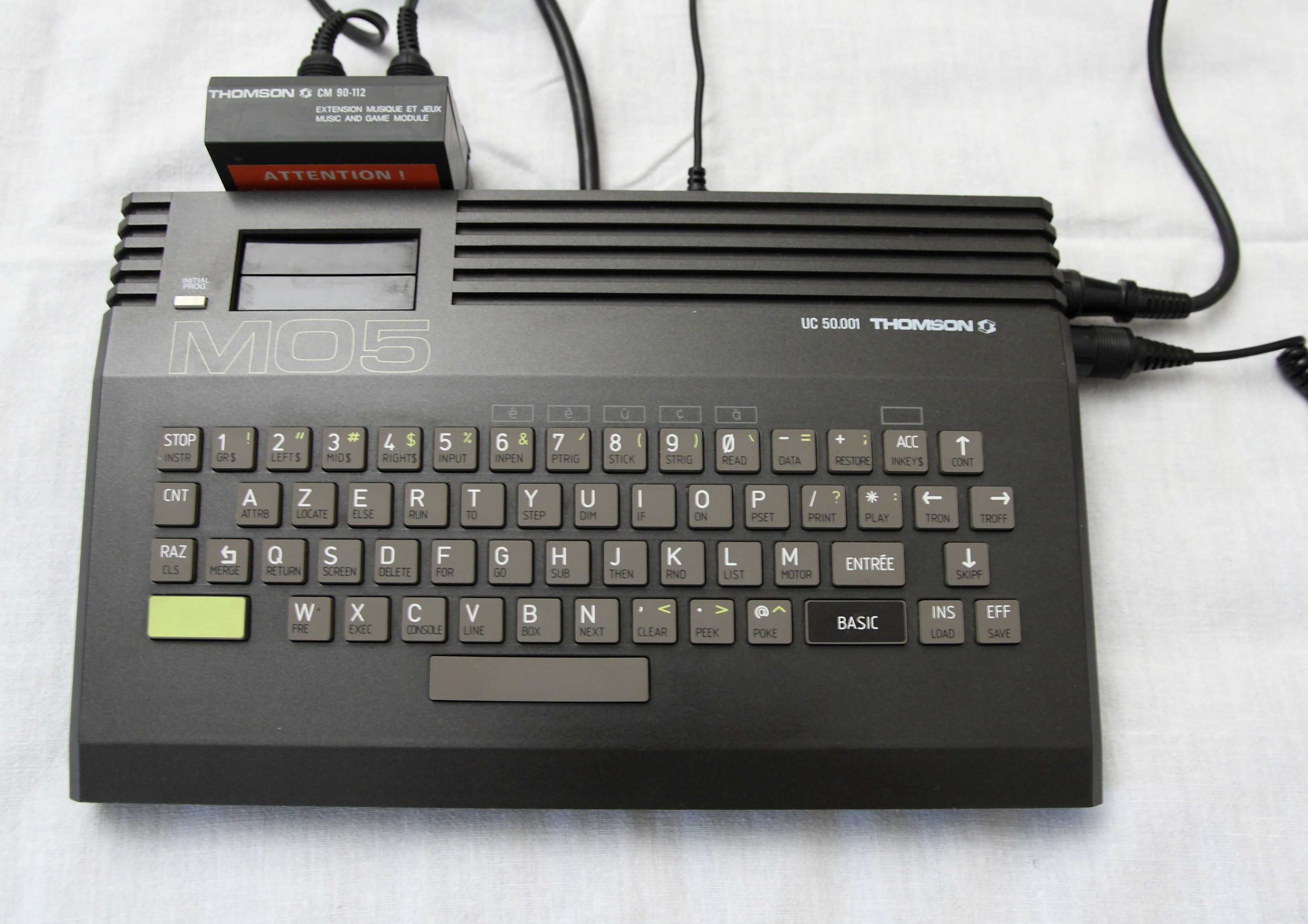
Thomson MO5 avec un clavier gomme

Un clavier gomme est un type de clavier d'ordinateur constitué de petites touches plates en forme de rectangle ou de losange. Le nom de ce type de clavier en plastique ou en caoutchouc provient de la similarité des touches avec une gomme à effacer.
Ces claviers étaient beaucoup utilisés dans les premiers ordinateurs du fait de la facilité de fabrication.
Ces types de clavier ont été remis au goût du jour par Apple et Sony qui utilisent des claviers au design similaire tout en ayant gommé les défauts des claviers gomme originels.

## Liste des principaux ordinateurs ayant utilisé un clavier gomme
- Thomson MO5
- TO7-70
- OLPC XO-1